# Фрутеро и Лучентини
Фрутèро и Лучентѝни (на италиански: Fruttero & Lucentini), често съкращавано на F&L, е художествено партньорство, наричано още „Фирмата“ („La Ditta“), между италианските писатели и преводачи Карло Фрутеро (1926 – 2012) и Франко Лучентини (1920 – 2002). Някои от произведенията им са филмови и телевизионни адаптации.

## История
Двамата реализират журналистически сътрудничества, преводи и романи, особено криминални, които се радват на успех. Заедно те се занимават и с научна фантастика, като ръководят поредицата „Урания“ на изд. „Мондадори“ след напускането на основателя ѝ Джорджо Моничели, за повече от двадесет години ( 1961 - 1986 ) и редактират различни томове антологии. Тяхното ръководство обаче остава противоречиво поради многобройните произволни избори в рамките на поредицата, изключващи важни автори от жанра (както и пълното изключване на италиански автори) в полза на други, по-продаваеми, заради преводи, оценени като не на ниво, цензура чрез видимо модифициране на множество текстове или скъсяването им.
Пишат сценария за телевизионния минисериал La pietra di Luna (1972), режисирана от Антон Джулио Маяно (адаптация на романа „Лунния камък“ на Уилки Колинс), някои епизоди от Open Door Trials ( 1968 ) от Лида К. Рипандели и се появяват в документалния филм Il gioco del giallo (1980) на Корадо Фарина.
Двамата превеждат романите „Странният случай с доктор Джекил и мистър Хайд“ на Робърт Луис Стивънсън и „Пътешествие до центъра на Земята“ на Жул Верн, и комедията „Малкия град“ на Торнтън Уайлдър. Сред многобройните му самостоятелни преводи са „Мандарините“ на Симон дьо Бовоар, „Ревност“ и „Гумите“ на Ален Роб-Грийе, „Разкази от Одеса“ на Исак Бабел, „Измислици“ и „Наръчник по фантастична зоология“ на Хорхе Луис Борхес, „Митове и предразсъдъци на нашето време“ на Бароуз Дънам, „Американският ренесанс“ на Франсис Ото Матисен, „Юпитер, Марс, Квирин“ на Жорж Дюмезил, „Мистерията на Куарто Амарило“ на Гастон Леру, „Ники – историята на едно куче“ на Тибор Дери.

## Творби
- Il libro dei nomi di battesimo, 1969
- L'idraulico non verrà (1971, 1993)
- La donna della domenica (1972): по този криминале роман през 1975 г. е направен филмът La donna della domenica на реж. Луиджи Коменчини и през 2011 г. тв минисериал на Джулио Базе.
- L'Italia sotto il tallone di F&L (1974)
- Il significato dell'esistenza (1975)
- I segreti del lavandaio cinese : miniromanzo elettorale, 1976
- A che punto è la notte (1979): по този криминален роман през 1994 г. е направен телевизионният минисериал A che punto è la notte на Нани Лой
- La cosa in sé (1982, пиеса)
- Il palio delle contrade morte (1983)
- Due città, 1985
- L'amante senza fissa dimora (1986)
- Il colore del destino (1987)
- La verità sul caso D. (1989)
- Enigma in luogo di mare (1991)
- Breve storia delle vacanze (1994)
- La morte di Cicerone. Racconto sceneggiato (1995)
- Il nuovo libro dei nomi di battesimo. La giusta guida al nome giusto, 1996
- I nottambuli (a cura di Domenico Scarpa, 2002)
- I ferri del mestiere. Manuale involontario di scrittura con esercizi svolti (a cura di Domenico Scarpa, 2002)
- Opere di bottega, 2019

### Сборници със статии
вече публикувани на с. 3 на в. „Стампа“
- La prevalenza del cretino (1985)
- La manutenzione del sorriso (1988)
- Il ritorno del cretino (1992)
- Il cretino in sintesi (a cura di Domenico Scarpa, 2002)
- Il cretino. Rispettabile se non esauriente trilogia sull'argomento (2012): съдържа предишните две: La prevalenza del cretino (1985), La manutenzione del sorriso (1988) и Il ritorno del cretino (1992)
- Il cretino è per sempre: Viaggio d'autore nell'Italia che non cambia mai, 2018

### Антологии и кураторство
- Storie di fantasmi. Antologia di racconti anglosassoni del soprannaturale (1960): антология, в която е включен разказът на Лучентини Dalle tre alle tre e mezzo
- Il secondo libro della fantascienza (1961)
- La verità sul caso Smith. Antologia della nuova narrativa americana (1963)
- Quaranta storie americane di guerra da Fort Sumter a Hiroshima (1964), poi come Storie americane di guerra (1991)
- L'ombra del 2000. Romanzi e racconti di fantascienza (1965)
- Diari di guerra delle SS (1966)
- Il Dio del 36º piano. Storie del futuro prossimo (1968)
- Il libro dei nomi di battesimo (1969)
- La vera storia di Bonnie e Clyde (1969)
- La linea del fuoco (1969)
- Universo a sette incognite. Antologia di capolavori della fantascienza (1972)
- Il passo dell'ignoto. Un'antologia di racconti di fantascienza (1972)
- Stella a cinque mondi (1973)
- Quando crollano le metropoli (1977)
- Scendendo. Romanzi e racconti di fantascienza sotterranea (1977)
- Questa notte attenti agli UFO (1978)
- Incontri coi fantaspiriti (1978)
- 10 chiavi per lo spazio (1979)
- L'ora di fantascienza (1982)
- Viaggio di nozze al Louvre. Dieci storie (1982)
- Il quarto libro della fantascienza (1991)
- Íncipit. 757 inizi facili e meno facili (1993)
- Il nuovo libro dei nomi di battesimo (1996)